# Hippasa olivacea
Hippasa olivacea är en spindelart som först beskrevs av Tord Tamerlan Teodor Thorell 1887.  Hippasa olivacea ingår i släktet Hippasa och familjen vargspindlar. Inga underarter finns listade i Catalogue of Life.